# Кэллоу, Саймон
Саймон Филипп Хью Кэллоу CBE (англ. Simon Phillip Hugh Callow; 15 июня 1949, Лондон) — английский актёр, музыкант, писатель и режиссёр.

## Биография
Родился в 1949 году в Лондоне в семье бизнесмена Нила Фрэнсиса Кэллоу и секретаря Ивонн Мэри (урождённой Гайс). Католик.
Кэллоу посещал Лондонскую школу ораторианцев, а затем продолжил учёбу в Королевском университете в Белфасте в Северной Ирландии, где он был активным членом гражданского движения в Северной Ирландии, прежде чем отказаться от своего дипломного курса, чтобы продолжить учёбу в лондонском Центре драмы.
Начало актёрской карьере Кэллоу в театре положило письмо сэру Лоренсу Оливье, художественному руководителю Национального театра. Он получил ответ, предлагающий ему присоединиться к техническому персоналу театра. Наблюдая за работой актёров, Саймон понял, что тоже хочет играть. Дебютировал на профессиональной сцене в 1973 году.
Является автором биографий Оскара Уайльда, Чарльза Лоутона и Орсона Уэллса. Также составил несколько шекспировских антологий и записал несколько аудиокниг.
Открытый гомосексуал. Свою ориентацию Кэллоу открыл в 1984 году через автобиографическую книгу «Быть актером», став одной из первых британских знаменитостей, совершивших каминг-аут. В июне 2016 года он оформил отношения со своим партнёром Себастьяном Фоксом.

## Фильмография
| Год       |    | Русское название                   | Оригинальное название              | Роль                                 |
| --------- | -- | ---------------------------------- | ---------------------------------- | ------------------------------------ |
| 1984      | ф  | Амадей                             | Amadeus                            | Эмануэль Шиканедер                   |
| 1985      | ф  | Хороший отец                       | The Good Father                    | Марк Варда                           |
| 1985      | ф  | Комната с видом                    | A Room with a View                 | преподобный мистер Биб               |
| 1986      | с  | Дэвид Копперфилд                   | David Copperfield                  | мистер Микобер                       |
| 1987      | ф  | Морис                              | Maurice                            | мистер Даси                          |
| 1988      | ф  | Манифест                           | Manifesto                          | шеф полиции Хант                     |
| 1990      | ф  | Открытки с края бездны             | Postcards from the Edge            | Саймон Асквит                        |
| 1990      | ф  | Мистер и миссис Бридж              | Mr. and Mrs. Bridge                | доктор Алекс Зауэр                   |
| 1991      | ф  | Баллада о печальном кафе           | The Ballad of the Sad Café         | режиссер                             |
| 1992      | ф  | Говардс-Энд                        | Howards End                        | лектор по музыке                     |
| 1994      | ф  | Четыре свадьбы и одни похороны     | Four Weddings and a Funeral        | Гарет                                |
| 1994      | ф  | Уличный боец                       | Street Fighter                     | A.N. Official                        |
| 1995      | ф  | Англия, моя Англия                 | England, My England                | Карл II                              |
| 1995      | ф  | Победа                             | Victory                            |                                      |
| 1995      | ф  | Джефферсон в Париже                | Jefferson in Paris                 | Ричард Косвей                        |
| 1995      | ф  | Эйс Вентура 2: Когда зовёт природа | Ace Ventura: When Nature Calls     | Винсент Кэдби                        |
| 1996      | мф | Джеймс и гигантский персик         | James and the Giant Peach          | кузнечик                             |
| 1998      | ф  | Спальни и прихожие                 | Bedrooms and Hallways              | Кит                                  |
| 1998      | ф  | Влюблённый Шекспир                 | Shakespeare in Love                | Эдмунд Тилни                         |
| 2001      | ф  | Ничья земля                        | No Man's Land                      | полковник Софт                       |
| 2001      | мф | Рождественская сказка              | Christmas Carol: The Movie         | Эбенизер Скрудж                      |
| 2002      | ф  | Гром в штанах                      | Thunderpants                       | сэр Джон Осгуд                       |
| 2002      | ф  | Спасибо, доктор Рей                | Merci Docteur Rey                  | Боб                                  |
| 2003      | ф  | Золотая молодёжь                   | Bright Young Things                | король Анатолии                      |
| 2004      | ф  | Кольцо дракона                     | George and the Dragon              | король Эдгар                         |
| 2004      | ф  | Призрак Оперы                      | The Phantom of the Opera           | Жиль Андре                           |
| 2005      | ф  | Дворецкий Боб                      | Bob the Butler                     | мистер Батлер                        |
| 2005      | с  | Доктор Кто                         | Doctor Who                         | Чарльз Диккенс                       |
| 2006      | тф | Тутанхамон: Проклятие гробницы     | The Curse of King Tut's Tomb       | Джордж Расселл                       |
| 2007      | ф  | Химическая свадьба                 | Chemical Wedding                   | Оливер Хаддо                         |
| 2007      | ф  | Арн: Рыцарь-тамплиер               | Arn – Tempelriddaren               | отец Генрих                          |
| 2011      | ф  | Любовь и кухня                     | Love's Kitchen                     | Гай Уизерспун                        |
| 2015—2016 | с  | Чужестранка                        | Outlander                          | Кларенс Мэрилбоун, герцог Сандрингем |
| 2016      | ф  | Золотые годы                       | Golden Years                       | Ройстон                              |
| 2016      | ф  | Дом вице-короля                    | Viceroy's House                    | Сирил Рэдклифф                       |
| 2016      | ф  | Майндхорн                          | Mindhorn                           | себя                                 |
| 2017      | ф  | Хэмпстед                           | Hampstead                          | судья                                |
| 2017      | ф  | Виктория и Абдул                   | Victoria and Abdul                 | Джакомо Пуччини                      |
| 2017      | ф  | Человек, который изобрёл Рождество | The Man Who Invented Christmas     | Джон Лич                             |
| 2021      | с  | Соколиный глаз                     | Hawkeye                            | Арманд Дюкейн III                    |
| 2024      | ф  | Винни-Пух: Кровь и мёд 2           | Winnie-the-Pooh: Blood and Honey 2 | Кавендиш                             |

## Награды и номинации
1987
- BAFTA: Лучшая мужская роль второго плана («Комната с видом») — номинация

1991
- Берлинский кинофестиваль: Золотой медведь («Баллада о печальном кафе») — номинация

1992
- Премия Лоренса Оливье за лучшую режиссуру — победа

1995
- BAFTA: Лучшая мужская роль второго плана («Четыре свадьбы и одни похороны») — номинация

1999
- Премия Гильдии актёров: Лучший актёрский ансамбль («Влюблённый Шекспир») — победа

2016
- Спутник: Лучший актёрский ансамбль («Чужестранка») — победа